# Майбулакское месторождение нефти
Майбулакское месторождение нефти расположено в Улытауском районе Улытауской области, в 250 км к юго-западу от г. Жезказган. Структура месторождения обнаружилась в результате сейсморазведки в 1983—1984. Разведочное бурение началось в 1989, завершилось в 1990.
С тектонической стороны связано с разломной антиклинальной складкой, вытянуто к северо-западу. На расстоянии 1090—1300 м по разрезу обнаружены 4 нефтяных скопления в отложениях юры. Состоит из литология, песчаника, алевролита, слоев глины и аргиллита. Нефтяные залежи слоистые, бугристые.
Толщина полезных слоев, насыщенных нефтью 2,5 — 31,5 м. Открытая пористость коллекторов 15,5 — 19,4 %, проницаемость 0,015 — 0,062 мкм², коэффициент насыщения нефтью 0,52 — 0,63. Начальное ею-алойное давление 10,8 — 12,65 МПа, температура 46 — 53°С. Выход нефти в скважине 9,08 — 88,5 м3/сут. Нефть легкая, плотность 0,791 — 0,816 г/см2. В составе имеет 0,1 — 0,49 % серы, 9,81 — 12,89 % парафина, 0,45 — 4,1 % смолы и 0,11 — 1,05 % асфальтена. Послойная вода хлоркальциевая, плотность 1,043 — 1,065 г/см3, минерализация 57,3 — 63,1 г/л. В составе воды встречаются микроэлементы йода, брома и бора.